# Campo Maior (tiểu vùng)
Campo Maior là một tiểu vùng thuộc bang Piauí, Brasil. Tiều vùng này có diện tích 24303 km², dân số năm 2007 là 210766 người.